# Neritos sorex
Neritos sorex är en fjärilsart som beskrevs av Druce 1902. Neritos sorex ingår i släktet Neritos och familjen björnspinnare. Inga underarter finns listade i Catalogue of Life.